# Estudios de seguridad

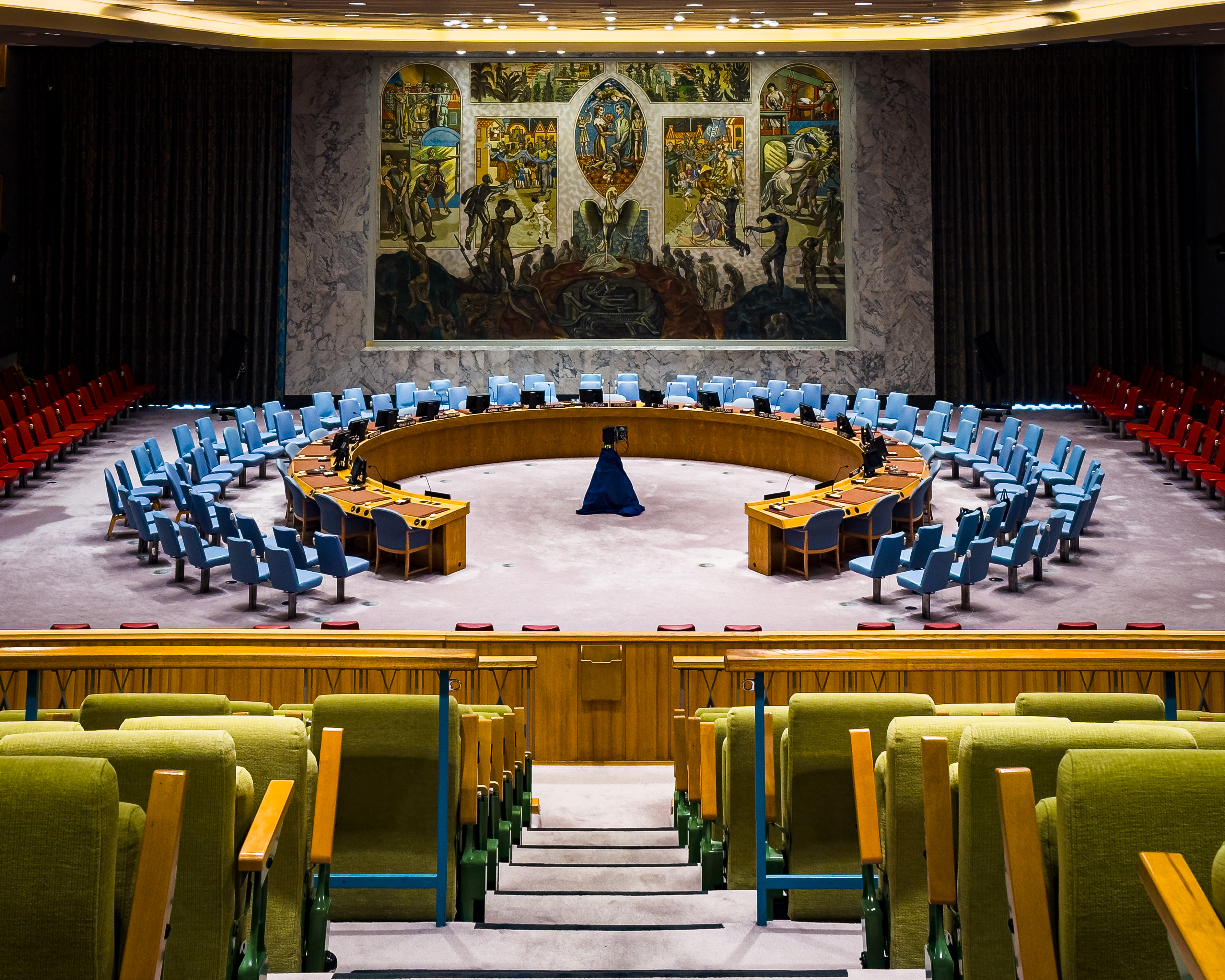
La Sala del Consejo de Seguridad de las Naciones Unidas en Nueva York.

Los estudios de seguridad, también conocidos como estudios de seguridad internacional, son un subcampo académico dentro de la disciplina de las relaciones internacionales que estudian la violencia organizada, los conflictos militares, la seguridad nacional y la seguridad internacional.
Si bien este campo a menudo está destinado a educar a estudiantes que aspiran a carreras profesionales en puestos centrados en diplomacia, política exterior o seguridad nacional; también puede adaptarse a estudiantes que buscan realizar investigaciones académicas profesionalmente dentro del ámbito académico, o expertos y periodistas que escriben sobre políticas de seguridad.

## Historia
El origen del campo moderno de estudios de seguridad se remonta al período entre las dos guerras mundiales. El libro de Quincy Wright de 1942, Study of war, fue la culminación de un importante proyecto de investigación colaborativa que se remonta a 1926.
Los cursos de estudios de seguridad se introdujeron en la Universidad de Columbia, la Universidad de Carolina del Norte, y la Universidad de Pensilvania en la década de 1940. Los centros de estudios, como la Corporación RAND, desempeñaron un papel influyente en los estudios de seguridad posteriores a la Segunda Guerra Mundial en Estados Unidos. El campo se desarrolló rápidamente dentro de las relaciones internacionales durante la Guerra Fría, y ejemplos de esa época incluyen los trabajos académicos de politólogos realistas de mediados del siglo XX, como Thomas Schelling y Henry Kissinger, quienes se centraron principalmente en la teoría de la disuasión.[cita requerida]
Algunos académicos han pedido que se amplíen los estudios de seguridad para incluir temas como la seguridad económica, la seguridad ambiental y la salud pública, aunque académicos como Stephen Walt se han opuesto a esta expansión, afirmando que socavaría la coherencia intelectual del campo. Si bien el campo se encuentra mayoritariamente contenido dentro de programas de ciencias políticas y políticas públicas, es cada vez más común adoptar un enfoque interdisciplinario, incorporando conocimientos de los campos de Historia, Geografía (con énfasis en Geopolítica clásica), Ciencias militares y Criminología.[cita requerida]
El campo de estudios de seguridad está relacionado con Estudios estratégicos y Ciencia militar, ambos publicados con frecuencia en revistas de estudios de seguridad.